# The Circle (película de 2002)
The Circle (titulada: La hermandad en España y La fraternidad en México) es una película canadiense-estadounidense de suspenso de 2002, dirigida por Sidney J. Furie, escrita por Brian Hannan, musicalizada por Gary Koftinoff, en la fotografía estuvo Curtis Petersen y los protagonistas son Treat Williams, Robin Dunne y Gianpaolo Venuta, entre otros. El filme fue realizado por GFT Circle Films y se estrenó el 16 de julio de 2002.

## Sinopsis
Varios alumnos de la escuela preparatoria Runcie forman un club de élite. El grupo está involucrado en un escándalo de trampas y un integrante pierde la vida enigmáticamente. Entonces, uno de los miembros va a averiguar la peligrosa verdad acerca de Runcie.